# 阿波市立市場中学校
阿波市立市場中学校（あわしりつ いちばちゅうがっこう）は、徳島県阿波市市場町市場にある公立中学校。

## 沿革
- 1971年 - 市場町立市場中学校が設立。
- 2005年 - 町村合併により、阿波市立市場中学校となる。

## 校訓
- 自主自律
- 真理正義
- 共働和楽

## 校歌
- 作詞: 浦池正紀
- 作曲: 今川幹夫

## 関連学校
- 阿波市立市場小学校
- 阿波市立八幡小学校
- 阿波市立大俣小学校

## 通学区域が隣接している学校
- 阿波市立土成中学校
- 吉野川市立鴨島第一中学校
- 吉野川市立川島中学校
- 阿波市立阿波中学校
- 美馬市立江原中学校
- 香川県東かがわ市立白鳥小中学校